# Albertacce
Albertacce (in corso Albertacce) è un comune francese di 236 abitanti situato nel dipartimento dell'Alta Corsica nella regione della Corsica.
Nel suo territorio comunale si trova la sorgente del Golo, il fiume più lungo della Corsica, ed il passo Col de Vergio, che lo collega al comune di Evisa.

## Società

### Evoluzione demografica
Abitanti censiti